# Муцудзава
Муцудзава (яп. 睦沢町 Муцудзава-мати) — посёлок в Японии, находящийся в уезде Тёсей префектуры Тиба. Площадь посёлка составляет 35,59 км², население — 7158 человек (1 августа 2014), плотность населения — 201,12 чел./км².

## Географическое положение
Посёлок расположен на острове Хонсю в префектуре Тиба региона Канто. С ним граничат города Мобара, Исуми, посёлки Итиномия, Тёнан, Отаки и село Тёсей.

## Население
Население посёлка составляет 7158 человек (1 августа 2014), а плотность — 201,12 чел./км². Изменение численности населения с 1980 по 2005 годы:
| 1980 | 7551 чел. |  |
| 1985 | 7804 чел. |  |
| 1990 | 7956 чел. |  |
| 1995 | 8250 чел. |  |
| 2000 | 8244 чел. |  |
| 2005 | 7838 чел. |  |

## Символика
Деревом посёлка считается слива японская, цветком — Rhododendron indicum.